# Wyspa Młyńska we Wrocławiu

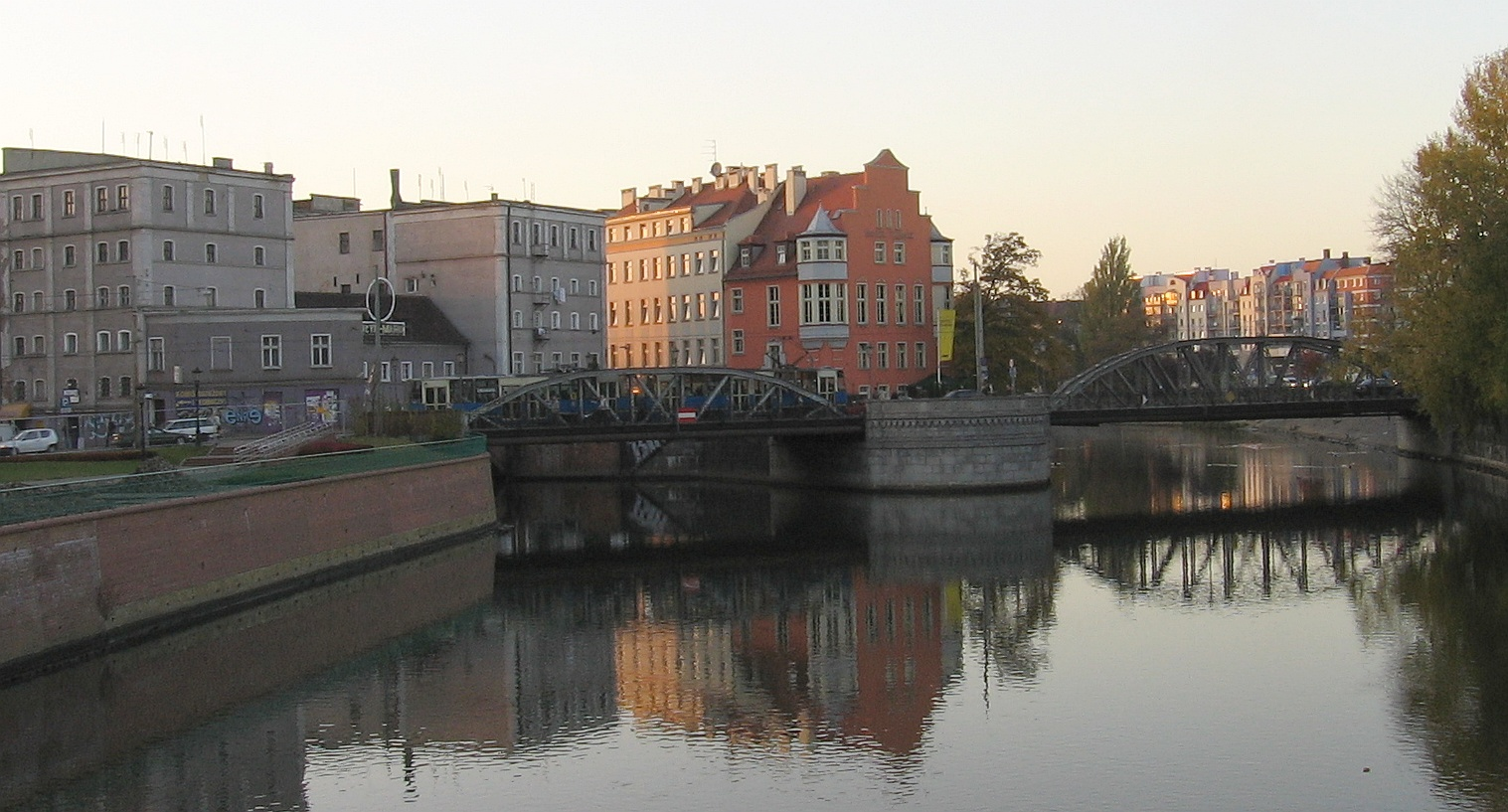
Widok z Wyspy Piasek na Mosty Młyńskie i Wyspę Młyńską; kompleks jasnoszarych budynków to Młyn Maria (budynek z prawej strony stoi na Wyspie Młyńskiej), obok Młyna Maria znajduje się pomarańczowy gmach Hotelu Tumskiego, również stojący na tej wyspie.

Wyspa Młyńska, znacznie rzadziej (w średniowieczu) zwana także "Wyspą Bożego Ciała" – jedna z mniejszych odrzańskich wysp we wrocławskim Starym Mieście, sąsiadująca z Wyspą Piasek i Wyspą Słodową, położona w obrębie Śródmiejskiego Węzła Wodnego – Górnego.

## Charakterystyka
Po obu stronach kanału Odry rozdzielającego Wyspy Piasek i Młyńską wybudowano przed rokiem 1267 młyny Maria i Feniks. Młyn Feniks znajdował się na Wyspie Młyńskiej, a Maria – na Piasku. Młyn Feniks został dotknięty przez pożar pierwszy raz w 1288, potem w 1466 spłonęły obydwa. Odbudowane zmieniały właścicieli i nazwę (przez pewien czas nazywano je młynami Bożego Ciała, a razem z nimi samą wyspę), po kolejnych trzech wiekach spłonęły raz jeszcze. Odbudowane w 1793, potem jeszcze dwukrotnie przebudowywane: w latach 40. XIX wieku w miejscu łączącej je dotąd kładki wzniesiono nad nurtem rynny roboczej dodatkowy budynek. Pomimo likwidacji po II wojnie światowej większości urządzeń przemiałowych cały ten kompleks do dziś nazywany jest "Młynem Maria". Zainstalowany na początku XX wieku elektryczny napęd działał do końca stulecia, choć tylko w części znajdującej się na Wyspie Młyńskiej. Obecnie (2008 r.) budynek młyna na Wyspie Młyńskiej w znacznej części niszczeje (tylko od strony Mostów Młyńskich jest wykorzystywany jako mieszkania).

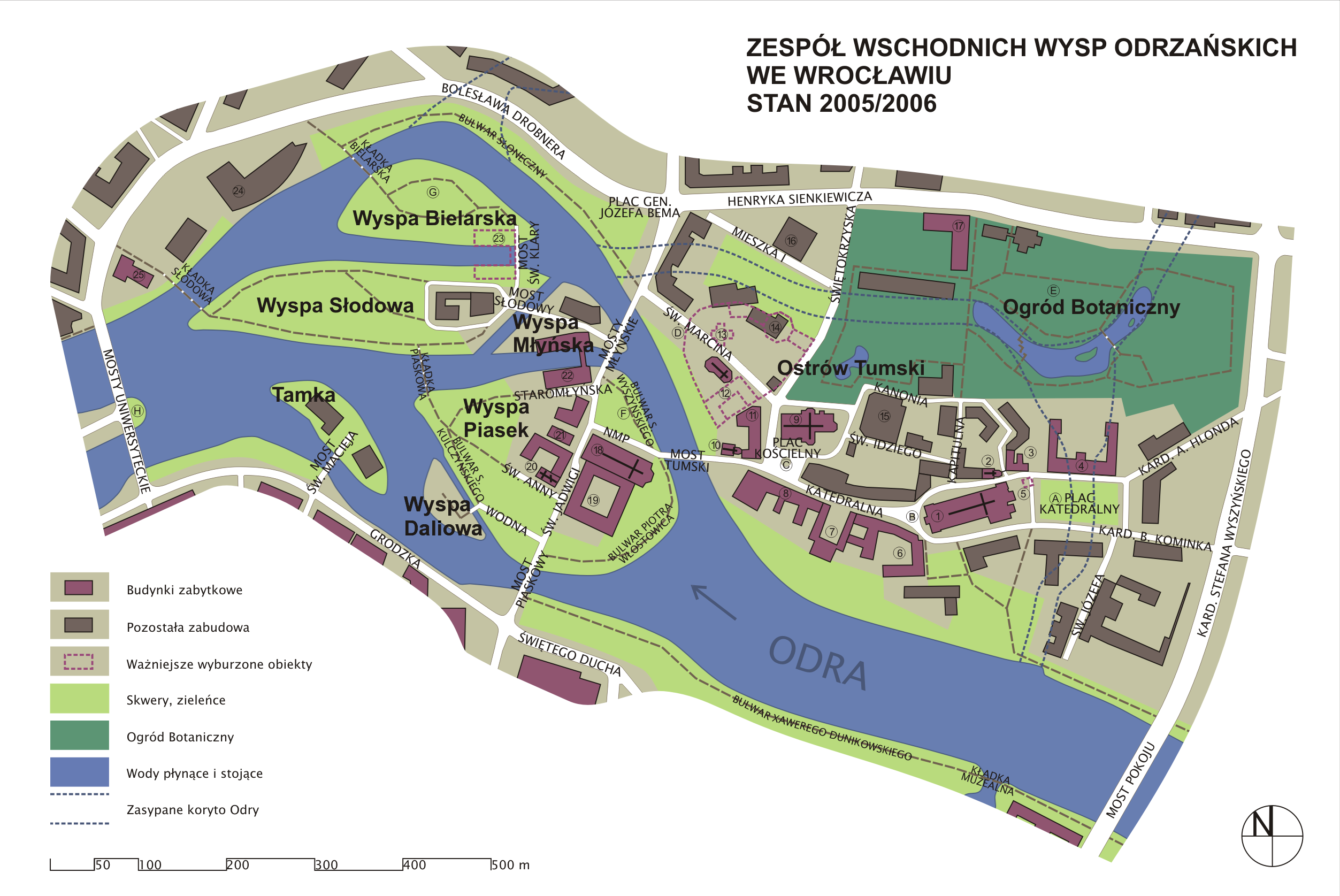
Zespół wysp odrzańskich we Wrocławiu – pośrodku u góry Wyspa Młyńska

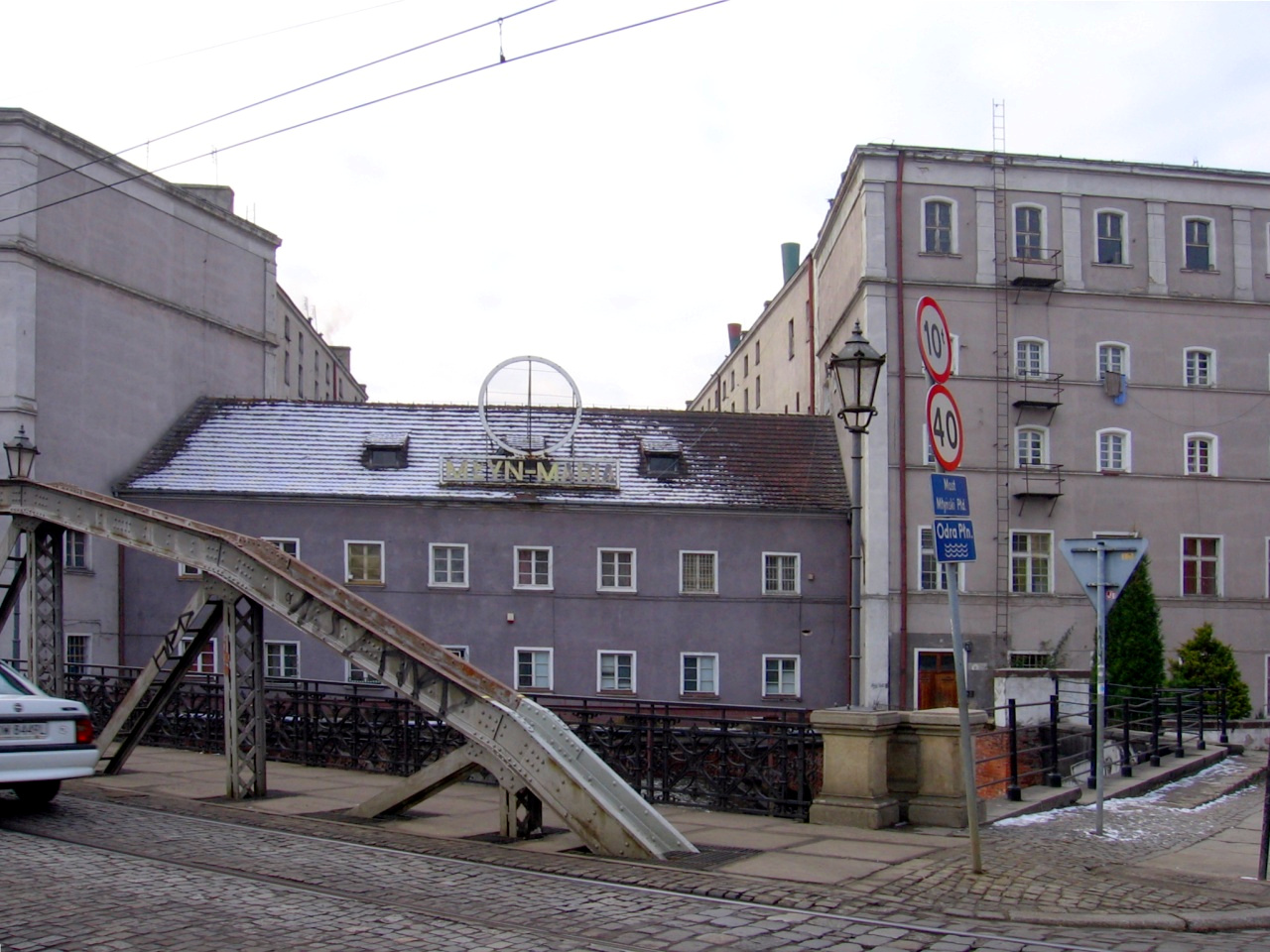
Widok z Mostów Młyńskich na pawilon łączący obie części Młyna Maria; budynek po prawej stronie stoi na Wyspie Młyńskiej, a po lewej – na Wyspie Piasek.

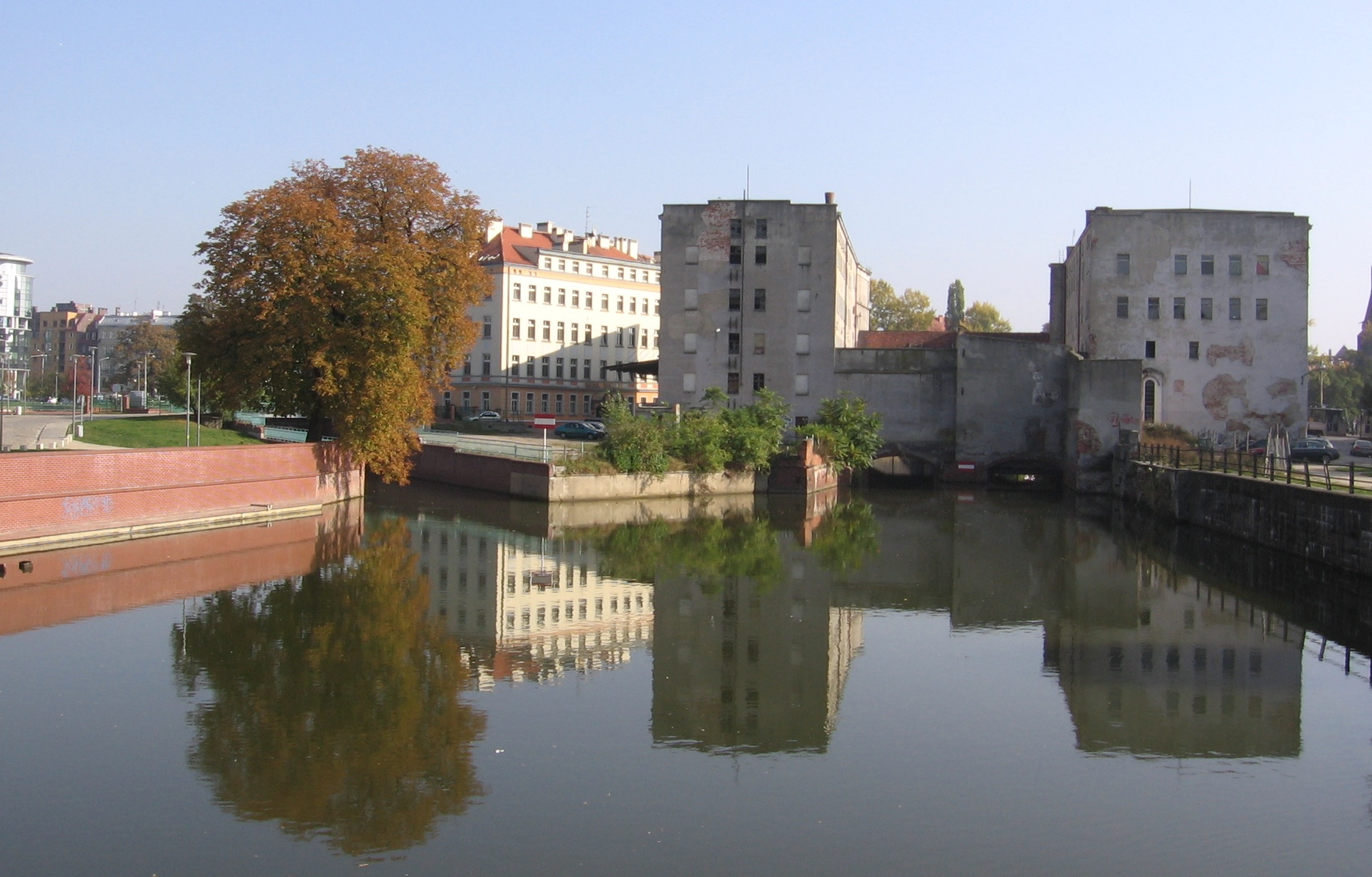
Widok na Wyspę Młyńską, hotel na tej wyspie oraz Młyn Maria od strony zachodniej, z kładki Piaskowej

Sama Wyspa Młyńska już od XII wieku była elementem najstarszej we Wrocławiu przeprawy mostowej łączącej miasto z terenami położonymi na prawym brzegu (północnym) Odry. W XVIII wieku znajdowały się na niej umocnienia wchodzące w skład systemu fortyfikacji miasta. Po ich rozbiórce (po roku 1807) na wyspie stanęły budynki mieszkalne (głównie dla pracowników młynów). Po II wojnie światowej zabudowa ta częściowo legła w gruzach, a w jedynym (oprócz młyna) zachowanym budynku swoje miejsce znalazło Technikum Spożywcze; dziś znajduje się w nim hotel i schronisko młodzieżowe.
Pewne zamieszanie nomenklaturowe powoduje ulica znajdująca się na tej wyspie: jej nazwa – pomimo że znajduje się na Wyspie Młyńskiej – to wyspa Słodowa (łączy ona Mosty Młyńskie z Wyspą Słodową, w jej ciągu znajduje się Most Słodowy).